# Xenicomorpha
Xenicomorpha is een geslacht van kevers uit de familie bladkevers (Chrysomelidae).
De wetenschappelijke naam van het geslacht werd in 1913 gepubliceerd door Spaeth.

## Soorten
- Xenicomorpha scapularis (Boheman, 1854)